# Le Pertre
Pertre (bret. Ar Perzh) – miejscowość i gmina we Francji, w regionie Bretania, w departamencie Ille-et-Vilaine.
Według danych na rok 1990 gminę zamieszkiwało 1326 osób, a gęstość zaludnienia wynosiła 30 osób/km² (wśród 1269 gmin Bretanii Pertre plasuje się na 471. miejscu pod względem liczby ludności, natomiast pod względem powierzchni na miejscu 104.).